# Otto Krümmel

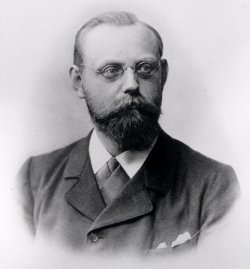
Otto Krümmel

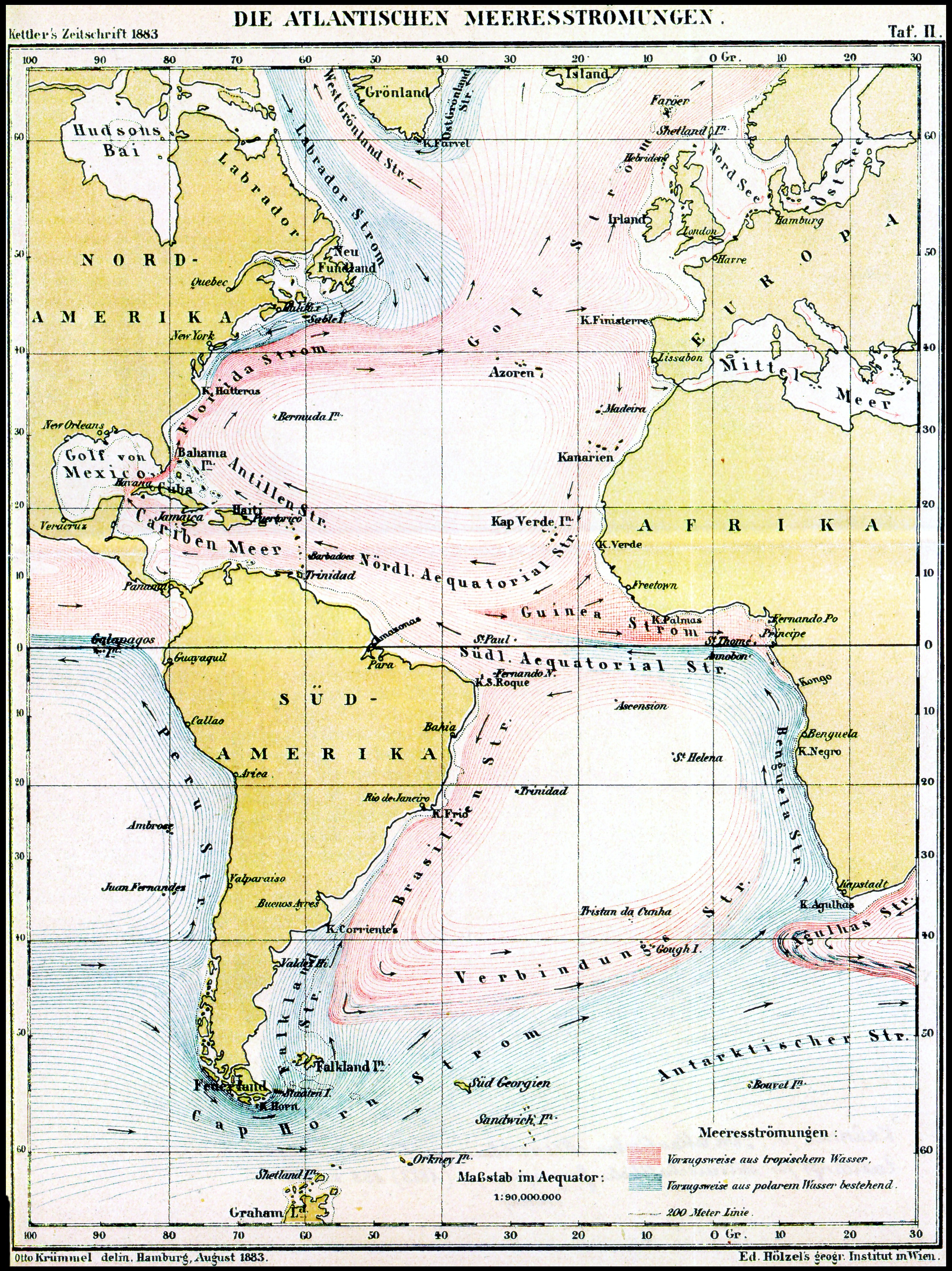
Otto Krümmel's Karte zu den atlantischen Meeresströmungen, 1883

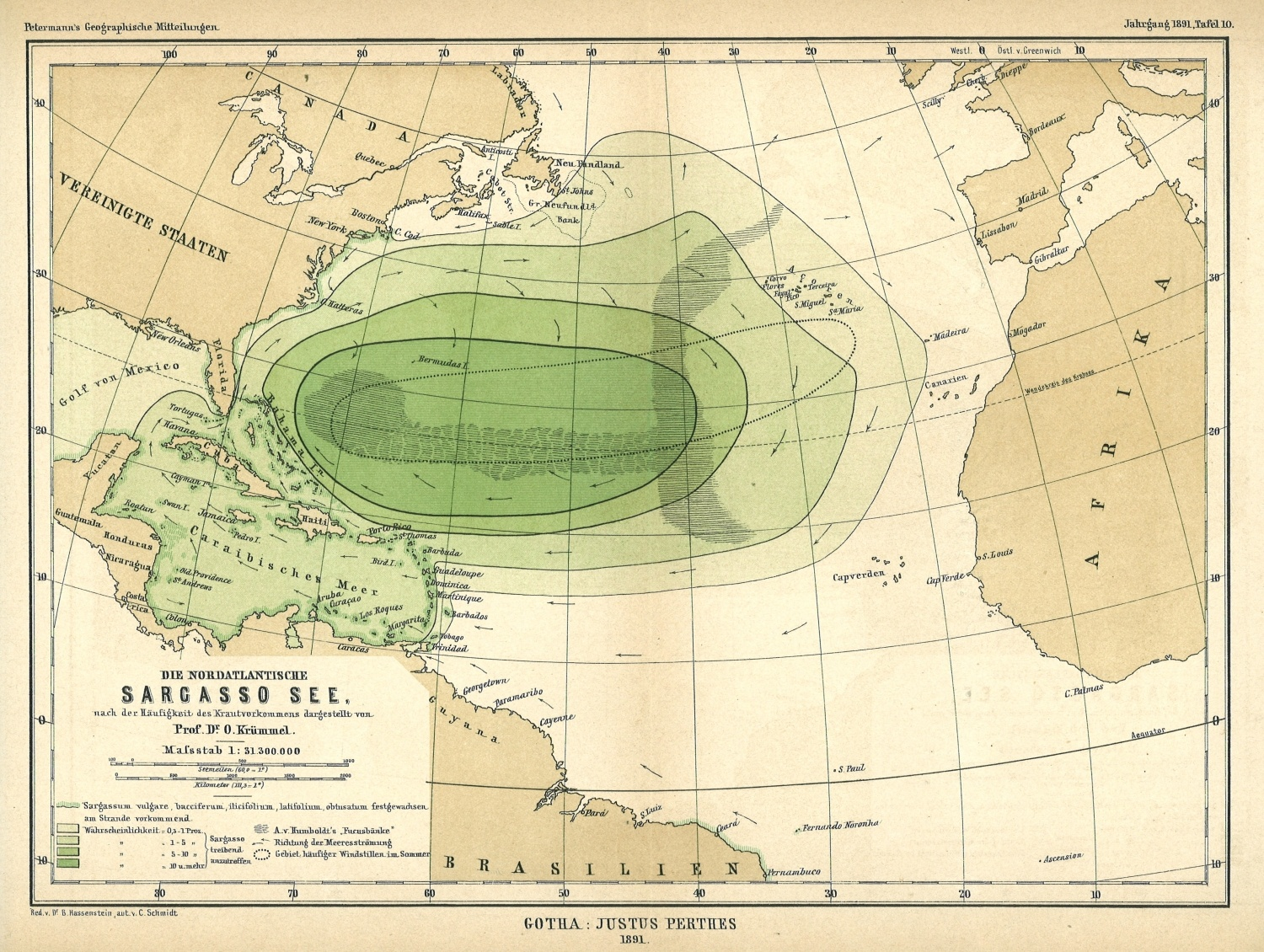
Otto Krümmel's Karte „Die nordatlantische Sargasso See“, 1891

Johann Gottfried Otto Krümmel (* 8. Juli 1854 in Exin, Provinz Posen; † 12. Oktober 1912 in Köln) war ein deutscher Geograph und Pionier der Ozeanographie.

## Leben
Krümmel studierte von 1873 bis 1875 an der Universität Leipzig zunächst Medizin, dann Geographie und Naturwissenschaften. Er wechselte an die Universität Göttingen und die Universität Berlin. Seit 1878 in Göttingen habilitierter Privatdozent für Geographie, ging er 1883 als  Extraordinarius an die Universität Kiel. 1884 berief sie ihn als o. Professor. 1897/98 war er Rektor der Universität Kiel. Er lehrte auch an der Marineakademie und -schule (Kiel) und übernahm 1888 die Leitung des Museums für Völkerkunde der Universität Kiel. Von 1911 bis zu seinem Tode war er, als Nachfolger von Theobald Fischer (1846–1910), Professor an der Universität Marburg. Im November 1912 sollte er mit der von der Gesellschaft für Erdkunde, der Deutschen Seewarte und der Geographischen Gesellschaft in Hamburg alle sechs Jahre verliehenen Georg-Neumayer-Medaille ausgezeichnet werden.
1889 nahm Krümmel an der Planktonexpedition der 1860 gegründeten Alexander von Humboldt-Stiftung für Naturforschung und Reisen, aus der 1925 die Alexander von Humboldt-Stiftung hervorging, teil. Im 1902 in Kiel gegründeten Laboratorium für die internationale Meeresforschung leitete er die hydrographische Abteilung. Otto Krümmel entwickelte zahlreiche noch heute gebräuchliche Grundwerkzeuge der Meereskunde. Mit dem Polarforscher Fridtjof Nansen stand er in regem Briefkontakt.

## Veröffentlichungen (Auswahl)
- Der Ozean. Freytag, Leipzig 1886. (online)
- Handbuch der Ozeanographie. Engelhorn, Stuttgart, 2 Bände, 1907 und 1911. (Band 1, Band 2)
- Geographisches Praktikum für den Gebrauch in den geographischen Übungen an Hochschulen. Leipzig 1908 (online)

## Porträt
- Fotografie von Wilhelm Höffert, Kabinettformat(?), rückwärtig handschriftliche Daten, undatiert, (Bibliothèque nationale de France, BnF)